# دانشگاه فنی گراتس
دانشگاه فنی گراتس (به آلمانی: Technische Universität Graz) یک دانشگاه تحقیقاتی دولتی در گراتس واقع در استان اشتایرمارک اتریش است که در سال ۱۸۱۱ میلادی توسط آرشیدوک جان بنیان‌گذاری شد و اکنون شامل هفت دانشکده است.
دانشگاه فنی گراتس ۱۸ برنامه کارشناسی، ۳۳ برنامه کارشناسی ارشد (۱۶ برنامه به زبان انگلیسی می‌باشد) را در همه زمینه‌های فناوری و علوم طبیعی ارائه می‌دهد. شعار این دانشگاه به فارسی:(دانش_فناوری_اشتیاق) است. دوره دکترا نیز در ۱۴ دانشکده دکترا به زبان انگلیسی ارائه می‌شود. در حال حاضر تعداد ۶۴۶۳ دانشجو در این دانشگاه مشغول به تحصیل هستند که از این میان ۳۵۵۵ آن را دانشجویان دوره لیسانس و مابقی آن را دانشجویان تحصیلات تکمیلی (کارشناسی‌ارشد و دکترا) تشکیل می‌دهند.

## پردیس
این دانشگاه دارای پردیس‌های متعددی است، دو پردیس در مرکز شهر گراتس و یکی در جنوب شرقی شهر قرار دارد.

## دانشکده‌ها
دانشگاه صنعتی گراتس دارای ۷ دانشکده می‌باشد:
- دانشکده معماری
- دانشکده مهندسی عمران
- دانشکده علوم کامپیوتر و مهندسی پزشکی
- دانشکده مهندسی برق
- دانشکده مهندسی مکانیک و علوم اقتصادی
- دانشکده ریاضی، فیزیک و زمین‌شناسی
- دانشکده فنی شیمی، مهندسی شیمی و فرایند، بیوتکنولوژی

## رتبه‌بندی
در رتبه‌بندی دانشگاه‌های جهان QS در سال 2021 این دانشگاه در رتبه 275 دانشگاه‌های جهان و چهارم اتریش قرار گرفته‌است. همچنین براساس رتبه‌بندی مؤسسه تایمز در سال ۲۰۱۹ این دانشگاه در رده ۵۰۰–۴۰۱ دانشگاه‌های دنیا قرار دارد. در رده‌بندی دانشگاه‌های جهان که مؤسسه شانگهای آن را انجام داده‌است این دانشگاه در رتبه ۵۰۰–۴۰۱ دانشگاه‌های جهان قرار گرفته‌است.

## نگارخانه

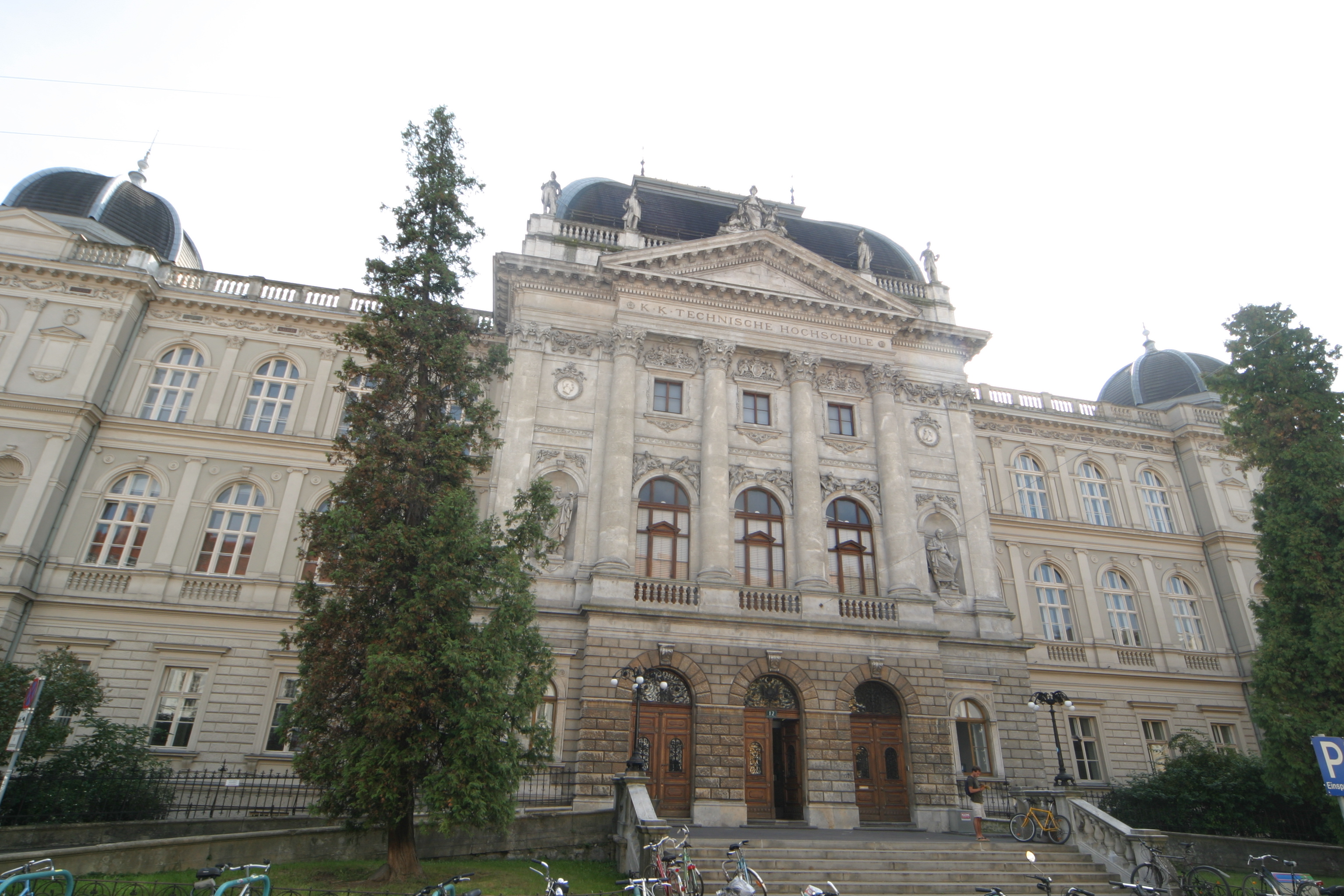
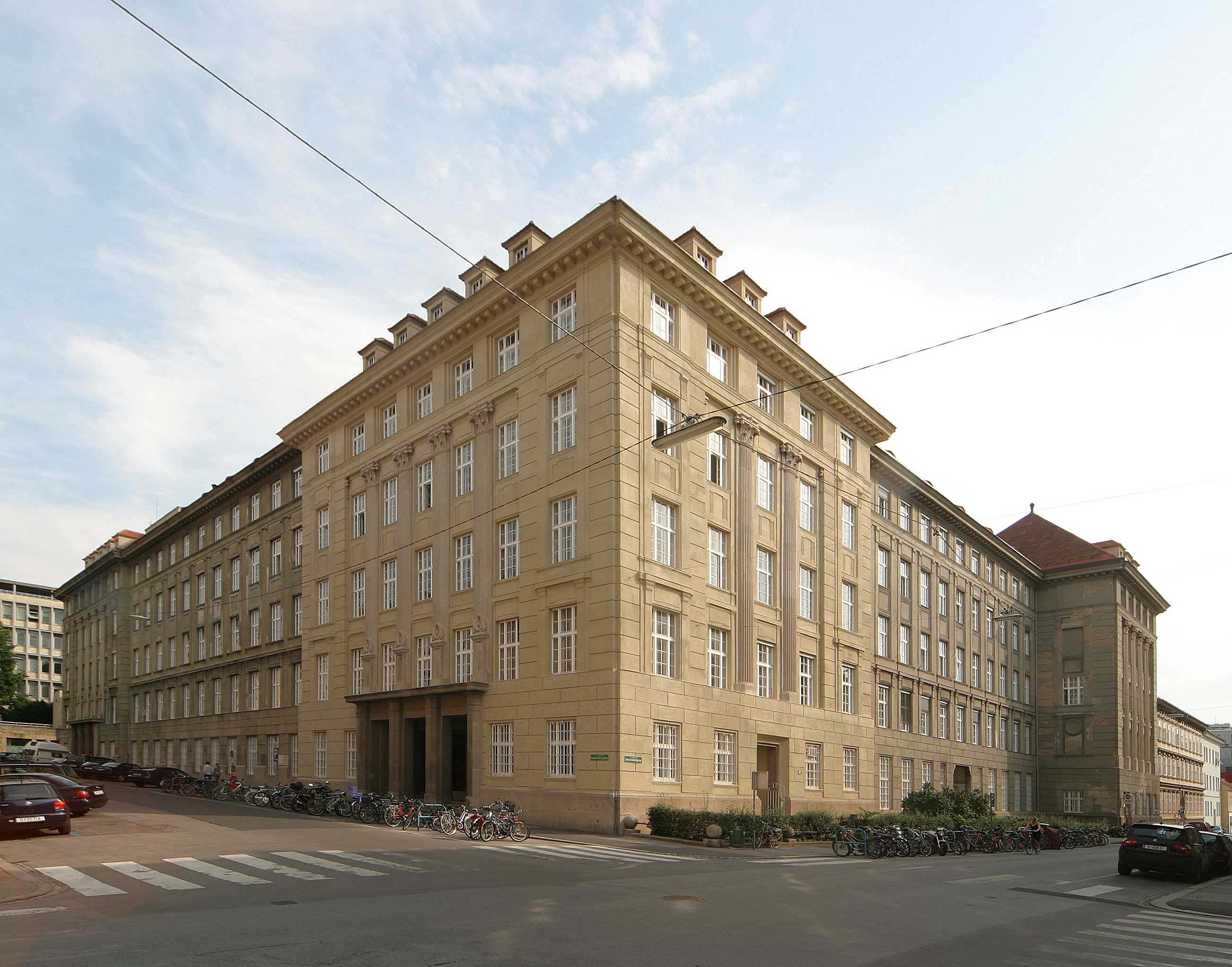
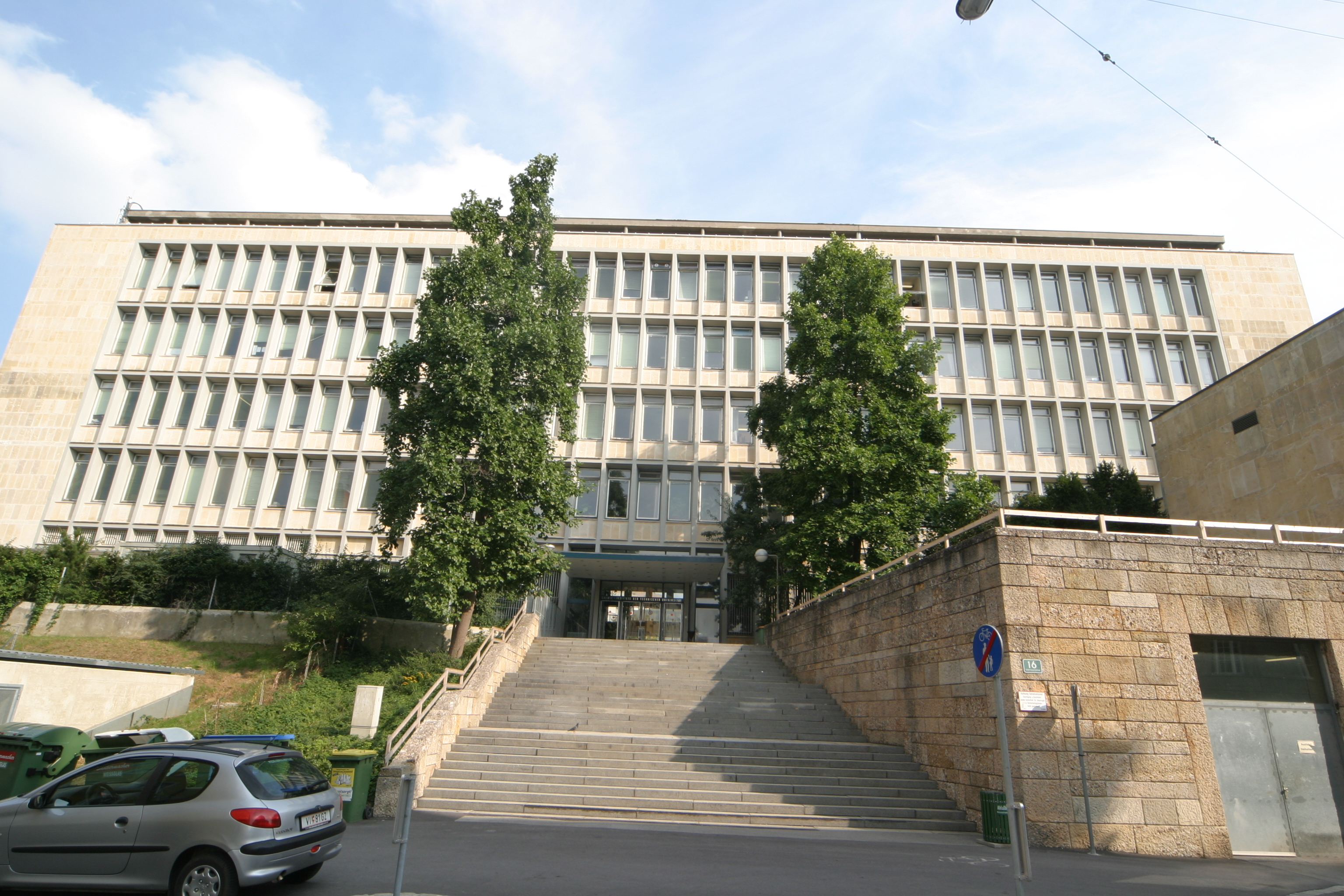
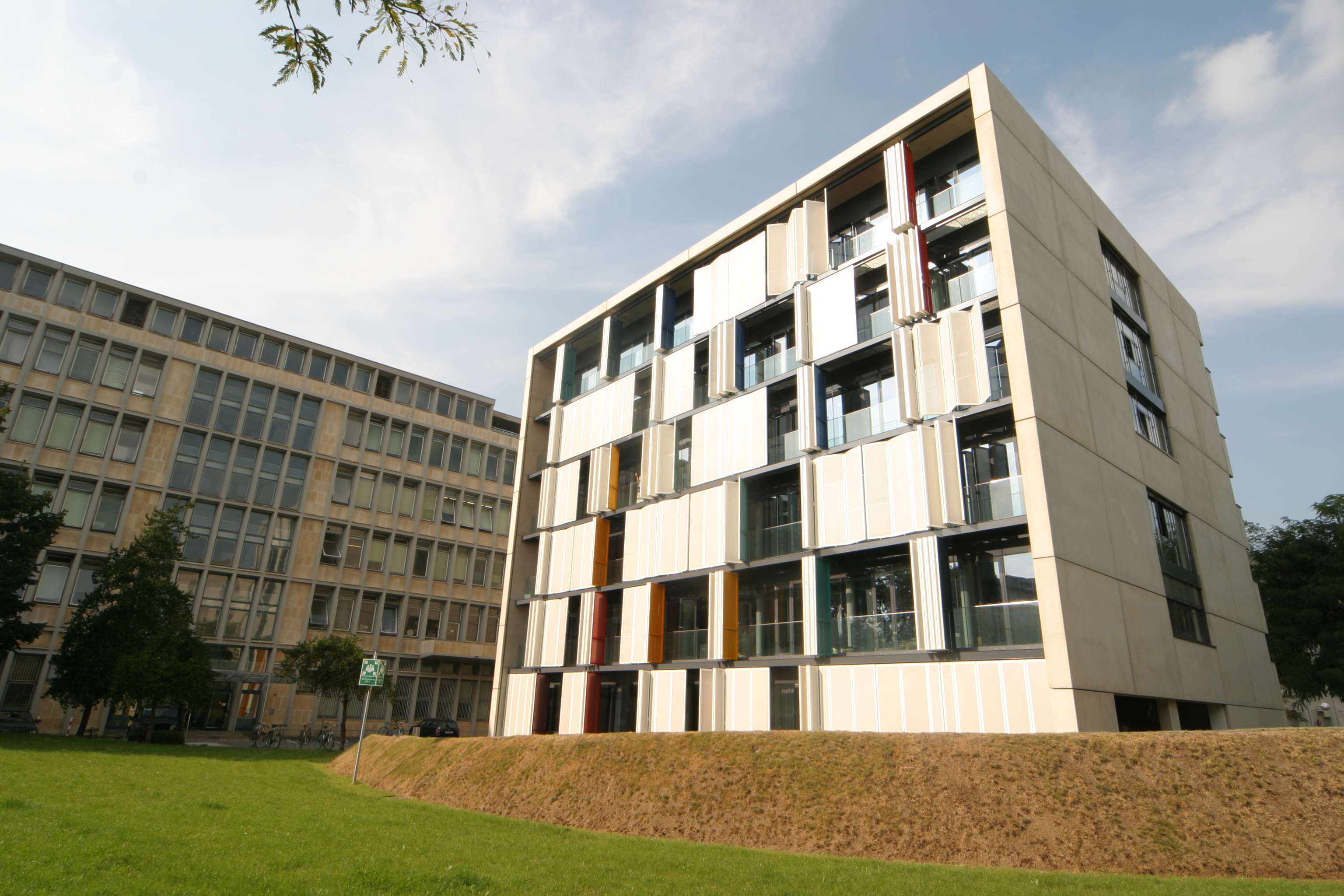
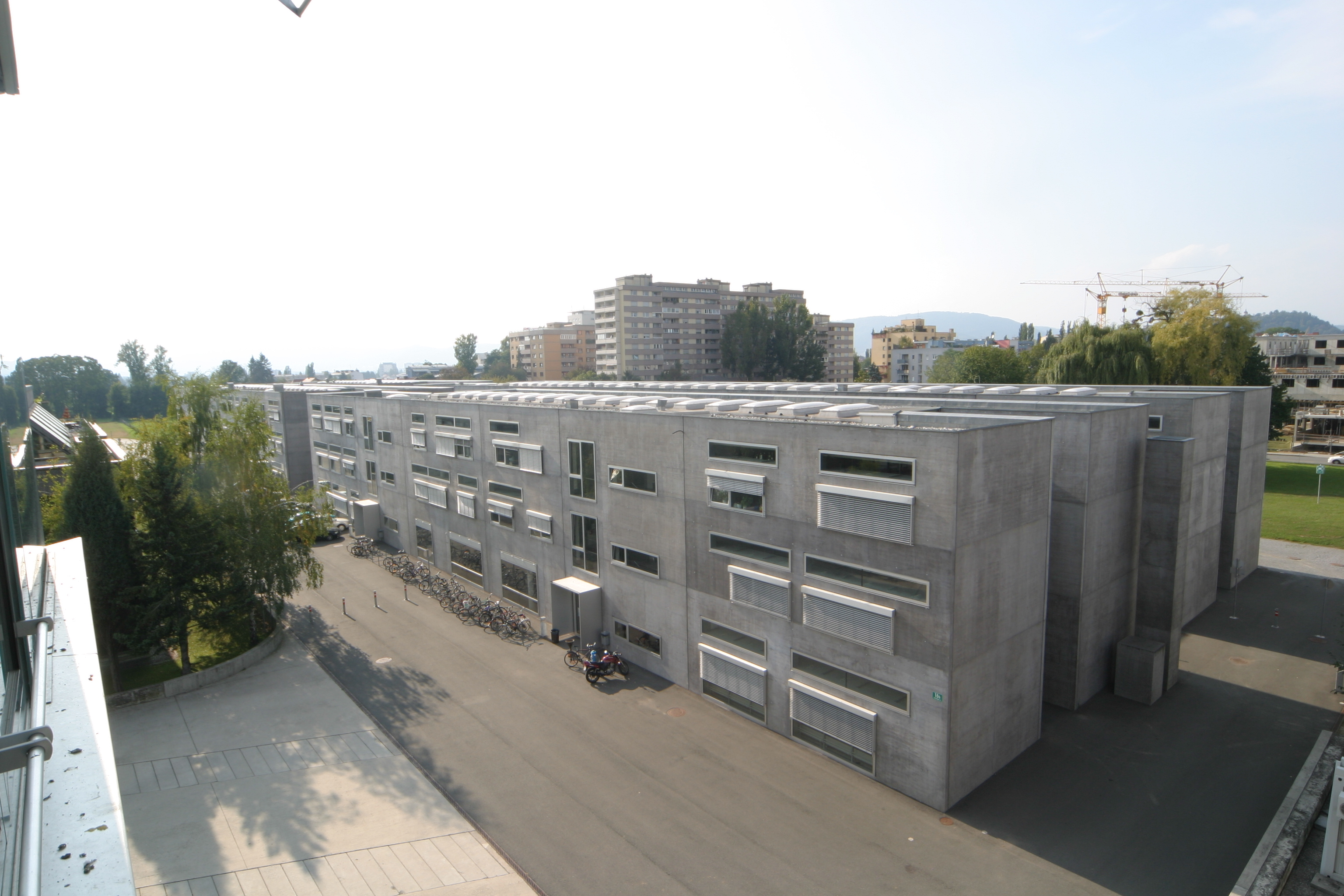
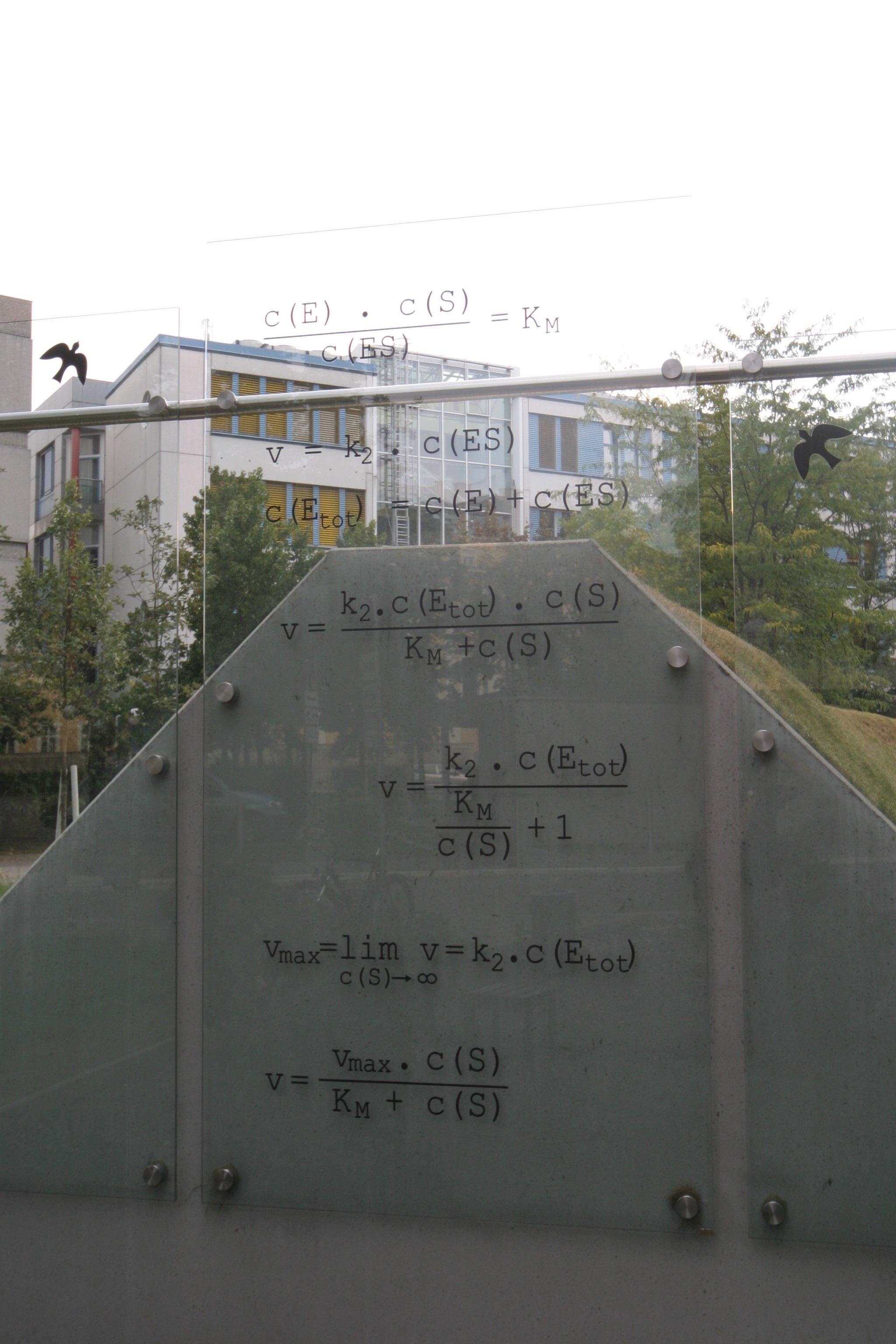
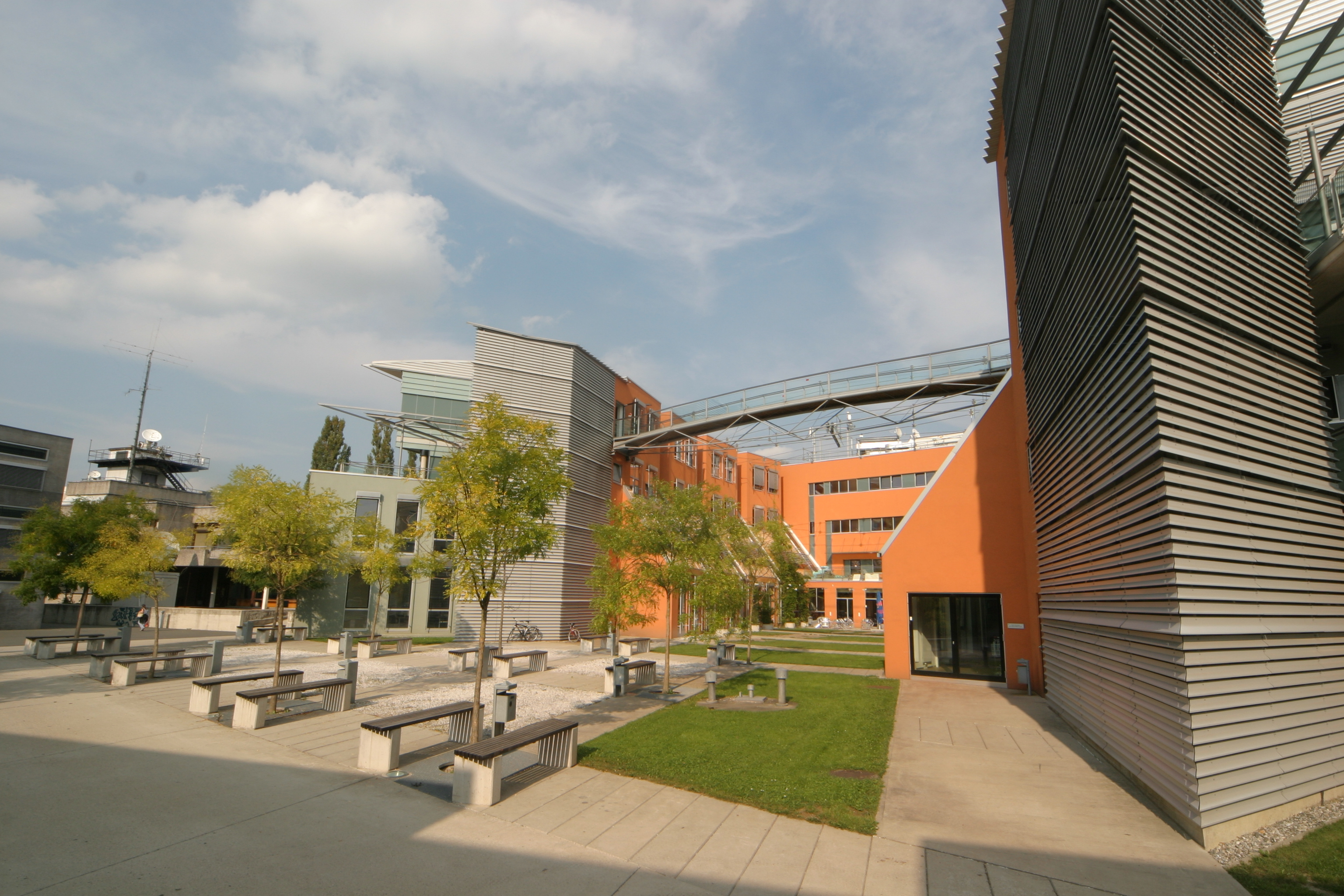